# Dr. Diego Castro
Diego Castro (Salvador), é um político brasileiro, filiado ao PL. Nas eleições de 2022, foi eleito deputado estadual pela BA.